# Asztroid
Az asztroid vagy asztrois olyan síkgörbe, amit egy rögzített körön belül csúszás nélkül legördülő 4-szer kisebb sugarú kör egy rögzített pontja ír le. A görbe speciális hipociklois.
Egyenlete
derékszögű koordinátákban
{\displaystyle x^{\frac {2}{3}}+y^{\frac {2}{3}}=a^{\frac {2}{3}}},
vagy
{\displaystyle (x^{2}+y^{2}-a^{2})^{3}+27a^{2}x^{2}y^{2}=0}
paraméteresen
{\displaystyle {\begin{cases}x=a\cos ^{3}({\frac {t}{4}})\\y=a\sin ^{3}({\frac {t}{4}})\end{cases}}}.
Kerülete: {\displaystyle K=6a}.
Területe: {\displaystyle T={\frac {3\pi }{8}}a^{2}}.
A görbét animációként szemléltetve

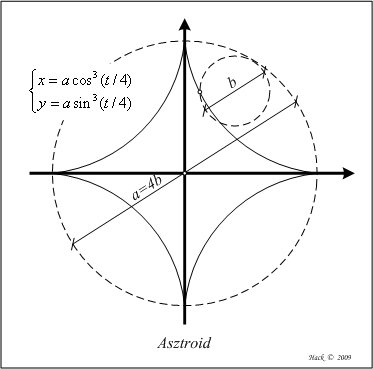
pix120

Tipikus hétköznapi esete, egy vízszintes padlóra merőleges falfelület mentén elcsúszó felállított létra, melynek csúszás közbeni gördülési íve az asztroid 1/4 ívét írja le a levegőben.